# Jillian Beardwood
Jillian Beardwood (* 1934 in Norwich, Norfolk, Vereinigtes Königreich; † 2019) war eine britische Mathematikerin. Sie ist bekannt für das Beardwood-Halton-Hammersley-Theorem, das 1959 von der Cambridge Philosophical Society in einem Artikel mit dem Titel The Shortest Path Through Many Points veröffentlicht wurde.

## Leben und Werk
Beardwood war die Tochter des Polizisten Frederick und seiner Frau Ethel Beardwood und besuchte die Blyth School for Girls. Sie studierte Mathematik am St. Hugh’s College der University of Oxford, wo sie 1956 einen Master-Abschluss mit Auszeichnung erhielt. Nach dem Studium nahm sie eine Stelle bei der neu gegründeten United States Atomic Energy Authority (UKAEA) an, wo sie eine von vier Doktoranden war, die für ein Studium bei John Hammersley, einem Professor am Trinity College (Oxford), ausgewählt wurden. In dieser Position erhielt sie Zugang zum Ferranti-Mercury-Computer in der Forschungseinrichtung der UKAEA in Harwell sowie zum ILLIAC II-Computer an der University of Illinois. Sie arbeitete von 1960 bis 1968 für die UKAEA als leitende wissenschaftliche Mitarbeiterin und schloss während dieser Zeit ihre Promotion 1968 ab. Danach arbeitete sie in der Verkehrsmodellierung für das Road Research Laboratory der britischen Regierung, das heutige Transport Research Laboratory. 1973 trat sie in die Belegschaft des Greater London Council (GLC) ein, wo sie die Transportstudiengruppe leitete, bis 1987 der GLC aufgelöst wurde. Ihr Team half bei der Planung der M25 orbital motorway um London und bei der Entwicklung für eine Innenstadtmaut. Nach der Auflösung des GLC arbeitete sie für die Verkehrsplanungsberatung der WSP Global und war außerdem als Senior Research Fellow an der London School of Economics and Political Science und als Dozentin am Polytechnic of Central London tätig.

## Satz von Beardwood-Halton-Hammersley
Das Problem der Bestimmung des kürzesten geschlossenen Weges durch einen gegebenen Satz von n Punkten wird oft als „Problem des Handlungsreisenden“ bezeichnet. Ein Verkäufer, der an seiner Basis beginnt und schließlich zu seiner Basis zurückkehrt, besucht (n-1) andere Städte auf dem kürzest möglichen Weg.
Als praktischer Ersatz für eine exakte Formel zur Bestimmung der Länge des kürzesten Weges hat das Beardwood-Halton-Hammersley-Theorem eine „fast immer“ gültige asymptotische Formel (bis auf Proportionalität) für die kürzeste Länge abgeleitet, wenn n groß ist. Das Problem des Handlungsreisenden kann entweder feste oder zufällige Punkte umfassen, die über eine bestimmte Region verteilt sind. Der Satz stellte fest, dass die kürzeste Länge zwischen zufälligen Punkten asymptotisch proportional einer nicht zufälligen Funktion von n ist. Für große n verschwindet die Unterscheidung zwischen der zufälligen und der nicht zufälligen Version des Problems effektiv. Der Mathematiker David L. Applegate beschrieb dies 2011 als „berühmtes Ergebnis“ und sagte: „Der bemerkenswerte Satz von Beardwood-Halton-Hammersley hat in der Forschungsgemeinschaft beträchtliche Aufmerksamkeit erhalten“, mit nachgewiesenen Anwendungen in der Wahrscheinlichkeitstheorie, Physik, Operations Research und Informatik.

## Veröffentlichungen (Auswahl)
- mit J. H.  Halton, J. M. Hammersley: The Shortest Path Through Many Points. Proceedings of the Cambridge Philosophical Society 2, 1959.
- The Space-averaging of Deterrent Functions for Use in Gravity Model Distribution Calculations. Transport and Road Research Laboratory Report, Vol. 462, 1972.
- mit I. N. Williams: A residual disutility based approach to incremental transport models. Proceedings of Seminar D, Planning and Transport Research and Computation, Summer Annual Meeting, 1993. PTRC Education and Research Services Ltd, London, 1993, S. 11–22.
- The evaluation of benefits in constrained and congested situations. Traffic Engineering & Control, Vol. 31, No. 4, 1990.
- Subsample and Jackknife: A general technique for estimation of sampling errors, with applications and examples in the field of transport planning. Transportation Research Part A, Vol 24A, No 3, pp. 211–15, 1990.
- mit H. Kirby: Zone definition and the gravity model: The separability, excludability and compressibility properties. Transportation Research, Vol. 9, No. 6, 1975, S. 363–69.
- mit J. H. Halton, J. M. Hammersley: The shortest path through many points. Cambridge University Press, 2008.